# Harrie Scholtmeijer
Harrie Scholtmeijer (Kampen, 1960) is een Nederlandse dialectoloog en schrijver van Nederlandse dialect- en streektaalboeken.
Scholtmeijer is opgegroeid in Vollenhove. Hij studeerde Nederlands, Oud- en Nedersaksisch aan de Rijksuniversiteit Groningen. Hij was werkzaam in Utrecht en Amsterdam en promoveerde in 1992 aan de Universiteit Leiden op het Nederlands van de IJsselmeerpolders. Hij heeft op het Meertens Instituut in Amsterdam gewerkt. Daarna werkte hij vanaf 1999 in Kampen bij de Stichting Grensoverschrijdende Streektalen. Vanaf november 2007 is hij werkzaam op de Hogeschool Utrecht als docent van onder andere de vakken basisgrammatica Nederlands en docent Taalvaardigheid Nederlands.